# Конституция Польской Народной Республики
Конституция ПНР (пол. Konstytucja Polskiej Rzeczypospolitej Ludowej) — основной закон Польской Народной Республики с 1952 по 1989 год.

## Содержание
22 июля 1952 года Законодательный Сейм принял новую конституцию польского государства — Конституцию Польской Народной Республики.
Конституция была написана по образцу Конституции СССР 1936 года. Декларировались основные права, свободы и обязанности граждан, в первую очередь экономические, социальные и культурные. В конституции не говорилось о частной собственности, но гарантировалась охрана личной собственности граждан и индивидуальной собственности крестьян, ремесленников и кустарей.
Ликвидировалось разделение властей, верховным органом и выразителем воли трудящихся города и деревни объявлялся Сейм. Предусматривалась подчиненность Сейму судебных органов и прокуратуры. Сейм также назначал и отзывал правительство. В период между сессиями Сейма его замещал Государственный совет, в том числе имевший право издавать декреты, обладающие силой закона. Состав Верховного суда определялся Государственным советом, судьи назначались сроком на пять лет.

## Поправки
В 1976 году была принята новая редакция конституции. Подход к описанию прав и свобод граждан и положения о верховных органах власти не претерпели серьёзных изменений. В конституции был закреплен принцип руководящей роли Польской объединённой рабочей партии. В 80-е годы под давлением объединения профсоюзов «Солидарность» появился ряд демократических институтов: Высший административный суд, Конституционный трибунал, Государственный трибунал, Уполномоченный по гражданским правам. Из подчинения правительству была выведена Верховная палата контроля. В конституцию были внесены положения о референдуме.
После апрельской конституционной реформы 1989 года был восстановлен сенат. Однако Сейм продолжал считаться «верховным органом государственной власти». Сейм и сенат составили Национальное собрание. Вводился пост президента, избираемого Национальным собранием на 6 лет. Президент должен был контролировать соблюдение конституции. Он подписывал законы, принятые Сеймом и сенатом, и имел право отлагательного вето (преодолевалось 2/3 голосов в Сейме). Наиболее важные акты президента требовали заверения председателем совета министров, президент имел исключительное право представления кандидатуры председателя.
Председатель совета министров предлагал Сейму кандидатуры министров. Сейм утверждал кандидатуры при согласии президента, но мог отказать в назначении. Если кандидатуры не назначались в течение трёх месяцев, президент мог распустить Сейм. Конституцией также вводился принцип несменяемости судей.